# Lichnička
Lichnička (nazývaný také Lichnovský potok) je horský potok, který pramení jihovýchodně od vrcholu kopce Švédská kupa a západně od zámku Bores u zaniklé německé vesnice Velká Střelná v Oderských vrších (subprovincie pohoří Nízký Jeseník) ve vojenském újezdu Libavá v okrese Olomouc v Olomouckém kraji. Téměř celý tok potoka si zachoval svůj přirozený „divoký“ charakter, protože se nacházejí v neobydlené oblasti ve vojenském prostoru. Potok Lichnička má délku přibližně 6,5 km a patří do lososových rybných vod.
Pramen se nachází v malém mokřadu, ze kterého potok teče přibližně severo-severovýchodním směrem a míjí zprava Olomoucký kopec. Následně se potok stáčí k západu a kopíruje lesní cestu z Velké střelné do Smilovského Mlýna a pak se do něj zleva vlévá jeho největší přítok, potok Davídka. Potom se potok stáčí k severo-severozápadu, teče pod kopcem Soví kámen, pod zaniklou osadou Hühnerberg a protéká přes zaniklou německou osadou Dorfgrund Mühle s bývalým vodním mlýnem.
Tok potoka pak pokračuje pod kopci Na Klášterním a Jasaní. Po opuštění vojenského prostoru Libavá, potok vtéká do Přírodního parku Údolí Bystřice a protéká osadou Smilovský Mlýn (část vesnice Hrubá Voda obce Hlubočky), kde se vlévá zleva do řeky Bystřice (přítok řeky Moravy, povodí Dunaje, úmoří Černého moře). U soutoku s Bystřicí, Lichnička byla zdrojem vody pro náhon vodní pily Smilovského mlýna.
Lichnička má také několik dalších bezejmenných přítoků. U ústí Lichničky je prováděn monitoring jakosti vod.
Na Lichničce se uvažuje o vybudování nádrže „Smilov“ pro potřeby zachycení vody v krajině.
Vzhledem k tomu, že většina toku Lichničky se nachází ve vojenském prostoru, tak je bez povolení nepřístupná.

## Další informace
Obvykle jedenkrát ročně mohou být Lichnička a její okolí přístupné veřejnosti v rámci cyklo-turistické akce Bílý kámen.
Původ názvu potoka není známý.

## Galerie

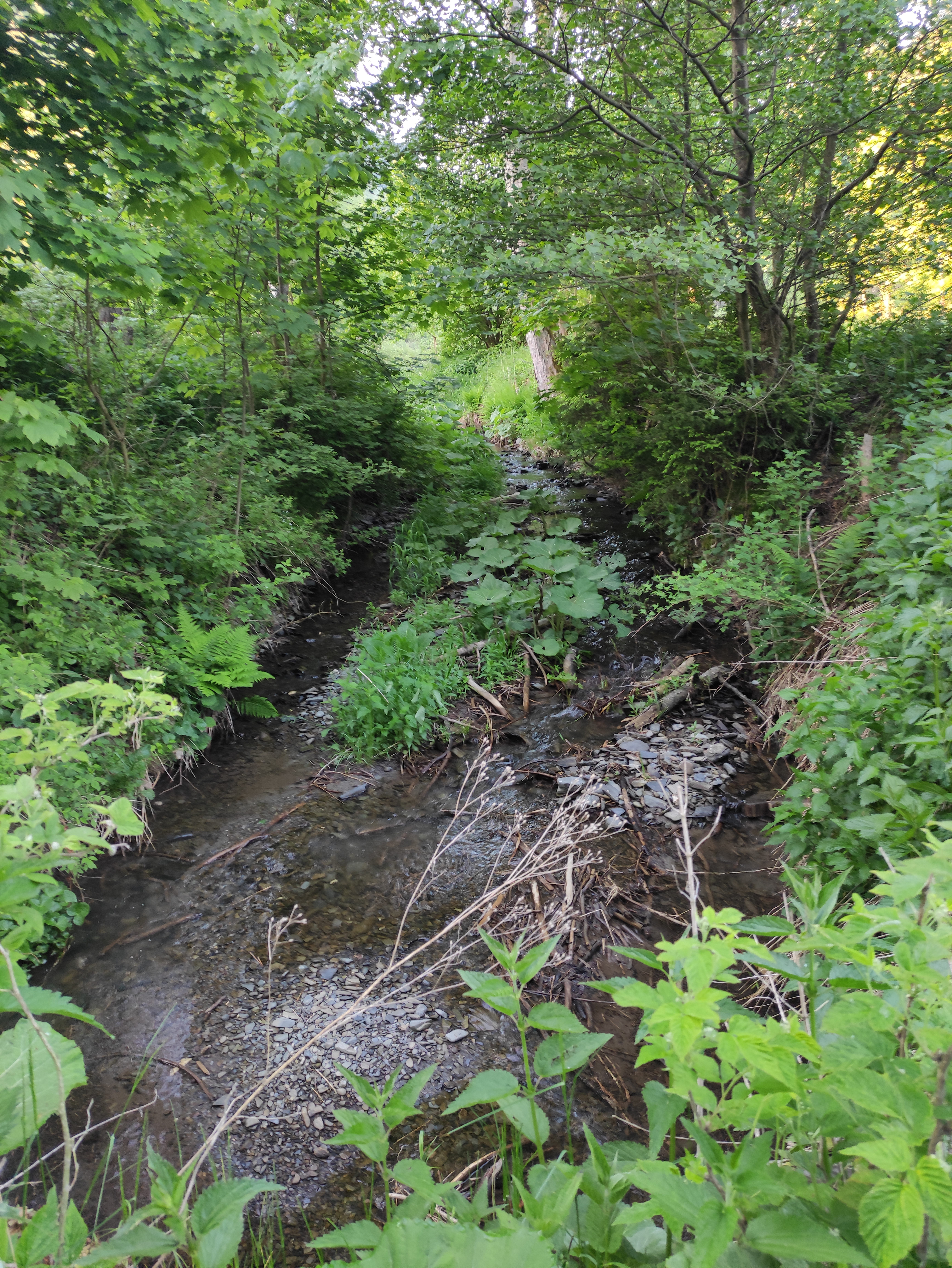
Davídka (největší přítok Lichničky)
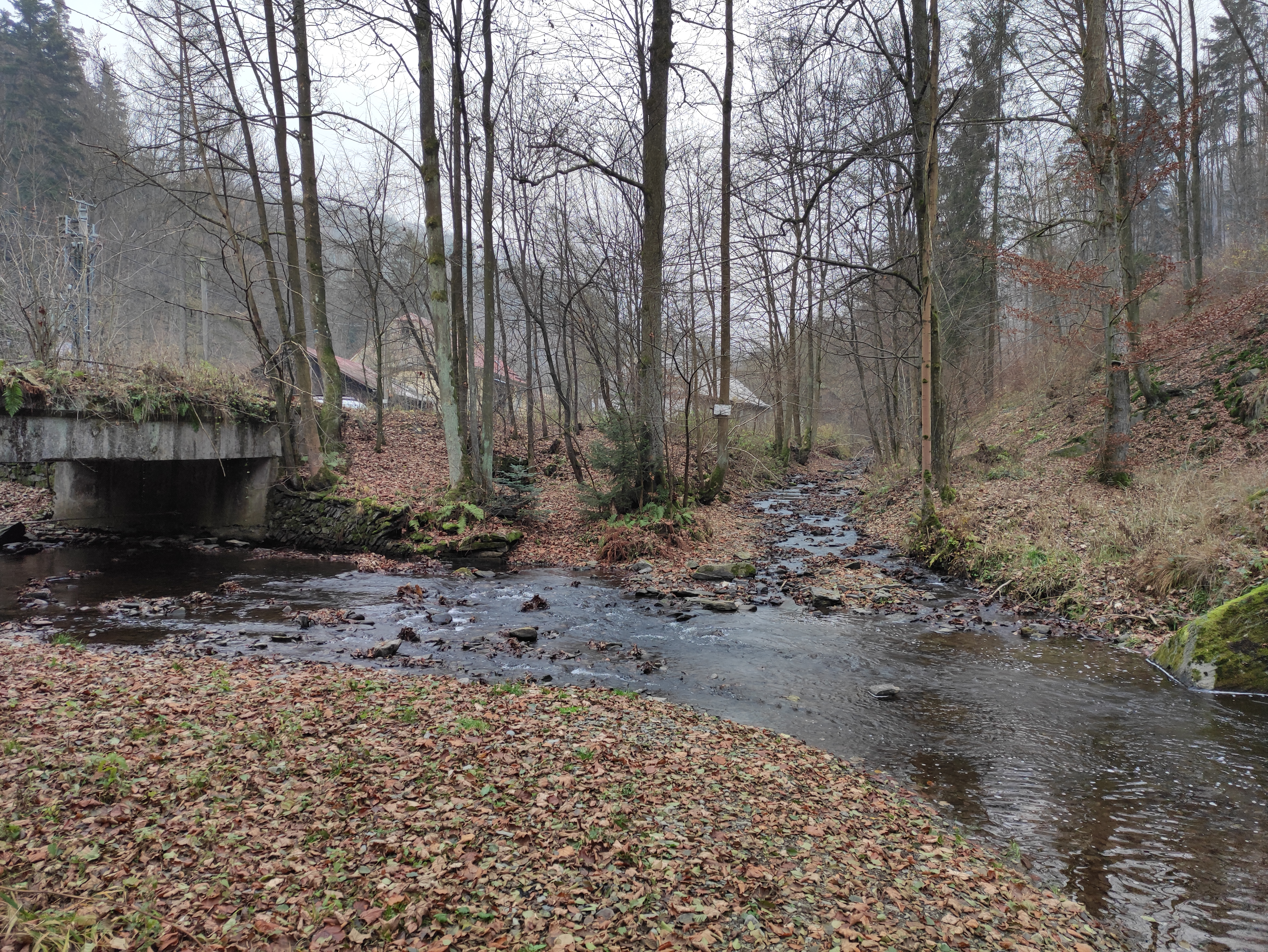
Soutok potoka Lichnička s řekou Bystřicí